# Bund für Soziale Verteidigung
Der Bund für Soziale Verteidigung (BSV) e. V. ist ein 1989 gegründeter und aus der Friedensbewegung hervorgegangener gemeinnütziger Verein mit Sitz in Minden. Die Nichtregierungsorganisation fördert die Etablierung des Konzeptes der Sozialen Verteidigung anstelle militärischer Auseinandersetzungen und setzt sich für Zivile Konfliktbearbeitung im In- und Ausland ein.

## Verständnis von Sozialer Verteidigung
Der Verein definiert Soziale Verteidigung als „Verteidigung der Institutionen und Werte der Zivilgesellschaft mit gewaltfreien Mitteln. Verteidigung bedeutet so die Bewahrung des Lebens und der Möglichkeiten zu sozialer Veränderung und den Widerstand gegen Unterdrückung und Ausbeutung, Militärgewalt und Menschenrechtsverletzungen hier und anderswo. Ziel derjenigen, die Soziale Verteidigung in diesem Sinne als neue Methode zur Regelung selbst ‚großräumiger‘ Konflikte befürworten, ist ein Zusammenleben der Völker und Nationen in sozialer Gerechtigkeit und gegenseitigem Respekt.“

## Arbeitsfelder
Zum ursprünglichen Thema Soziale Verteidigung kamen schnell die Arbeitsbereiche Pazifismus und Militärkritik, Friedensbildung und gewaltfreie Intervention hinzu. Die Schwerpunkte und darüber hinaus gehende Themen werden u. a. in Arbeitsgruppen bearbeitet. Zu den Arbeitsgruppen des BSV gehören eine AG Gender und Frieden und eine AG Ziviles Peacekeeping.

## Organisation
Der Bund für Soziale Verteidigung ist ein eingetragener Verein mit einem siebenköpfigen ehrenamtlichen Vorstand. Die hauptamtliche Geschäftsführerin ist Christine Schweitzer. Die Geschäftsstelle befindet sich in Minden/Westfalen.

## Aktivitäten und aktuelle Projekte
Im Bereich der Friedensbildung hat der BSV u. a. Projekttage zum Thema „Entwicklung braucht Frieden“ durchgeführt und Streitschlichter an Schulen ausgebildet. Er beschäftigt sich mit anhaltenden Konflikten wie dem Ukraine-Krieg, dem Krieg in Syrien und ist Mitträger der Kampagne „Stoppt den Kreislauf der Gewalt in der Türkei“. Aktuelle Projekte sind das Friedensbildungsprojekt Think Peace, die Verbreitung des No Blame Approach gegen Mobbing in Zusammenarbeit mit dem Verein Fairaend und das Projekt „Love-Storm – Gemeinsam gegen Hass im Netz“, bei dem es um die Arbeit gegen Hassreden im Internet geht. Darüber hinaus unterstützt der BSV kontinuierlich Bürgerrechtsgruppen in der Türkei und Belarus (Menschenrechtsschutz).
Der Verein führt regelmäßig Tagungen und Fachgespräche durch und gibt Informationsmaterialien wie Newsletter, Rundbriefe, Diskussions- und Hintergrundpapiere sowie gelegentlich Bücher heraus.

### Projekt „Love-Storm“
„LOVE-Storm – Gemeinsam gegen Hass im Netz“ ist ein eigenständiges Projekt mit Sitz in Lüchow. Der Verein bietet eine Online-Trainings- und Aktionsplattform, die Trainings zum Umgang mit Hassrede und Cyber-Mobbing anbietet. Die Plattform wurde 2016 von Björn Kunter gegründet. Nach Kunters Selbstverständnis steht der Name „Love-Storm“ für ein solidarisches und fürsorgliches Handeln im Internet. Die Gründungsidee war eine Reaktion auf die Welle von Shitstorm und Hasskommentaren, die während der Flüchtlingskrise in Deutschland 2015/2016 auf sozialen Netzwerken vermehrt aufkamen.
Die Plattform Love-Storm vereint aktivistische und gleichzeitig bildungspolitische Elemente miteinander. Die Grundidee basiert auf dem Konzept von Zivilcourage aus den 1990er Jahren, die sich gegen eine Welle rechtsextremistischer Pogrome zeitgleich formierte.
Love-Storm verfolgt das Ziel, ihre Kompetenzen an möglichst viele Fachkräfte aus dem Bildungsbereich weiterzugeben. Dafür bietet die Plattform zweitägige Workshops an, in denen Sozialarbeiter und Lehrkräfte in Medienkompetenz, Counterspeech und Umgang mit Cyber-Mobbing ausgebildet werden. Nach dem Abschluss solcher Trainings bekommen die Personen ein Zertifikat von Love-Storm und können als Multiplikator Gruppen in Gegenrede trainieren, z. B. Schulklassen oder Teams in einem Unternehmen.
Love-Storm verfolgt drei Ziele, um die Diskussionskultur im Internet zu verbessern: 1. angegriffenen Personen den Rücken stärken und sie solidarisch unterstützen; 2. Zuschauende motivieren, sich gegen Hass im Internet zu äußern; 3. den angreifenden Personen gewaltfrei Grenzen zu setzen. Love-Storm bietet dazu drei Trainingsformate zum Thema Counterspeech an:
1. Die ca. einstündigen Online-Trainings auf ihrer Webseite bietet einen schnellen Einblick in Techniken im Umgang mit Hassreden für alle Interessierten.[15]
2. Die halbtägigen Trainings sind umfangreicher und werden in der Regel vor Ort in Bildungseinrichtungen oder in Unternehmen durchgeführt.
3. Die zweitägigen Trainings dienen der Ausbildung von Multiplikatoren.

Zudem bietet Love-Storm eine berufsbegleitende 10-tägige Ausbildung zur Konfliktbewältigung im digitalen Raum an.
Ein weiteres Angebot sind Schulungen für Social Media Teams, die professionell im Auftrag von Unternehmen oder ehrenamtlich als Moderatoren von Facebook- oder Telegram-Gruppen tätig sind.
Das zentrale Element aller Trainings sind Online-Rollenspiele. In Chat-Simulationen können die Teilnehmenden folgende Rollen ausprobieren: „Angreifer“, „Opfer“, „Zeuge“ oder „Moderator“. Das Ziel ist die Verknüpfung von Worten, Handlungen und dadurch ausgelösten Emotionen. Im Laufe eines Trainings können die Teilnehmenden alle Rollen ausprobieren. Love-Storm schreibt keine Strategien von Counterspeech vor, stattdessen sollen die Teilnehmer durch das Erlebte ihre eigenen Bewältigungsmethoden im Umgang mit Hasskommentaren entwickeln. Im Jahr 2020 trainierte die Plattform über 1500 Personen, von denen die meisten Personen aus dem Bildungssektor waren.
Als zivilgesellschaftliche Organisation betreibt Love-Strom zahlreiche Kooperationen mit anderen staatlichen und privaten Akteuren. Ein Großteil der Kooperationen besteht aus Zusammenarbeit mit Institutionen und Unternehmen, die Love-Strom für Trainings engagieren, darunter das Pädagogische Landesinstitut Rheinland-Pfalz und die Stelle für Digitale Lehrerbildung der Universität Augsburg. 2020 erhielt Love-Storm den Innovationspreis für Erwachsenenbildung im Bereich „Medienkompetenz“ vom Deutschen Institut für Erwachsenenbildung für ihren Verdienst in der Ausbildung von mehr als 500 Multiplikatoren.
Love-Storm zählt auch zu Co-Initiatoren des Projektes „Netz ohne Hass“ und ist Mitglied im „International Network Against Cyber Hate“ (INACH). Es besteht Mitarbeit an Projekten zur Entwicklung von künstlicher Intelligenz als ein mögliches automatisiertes Mittel zur Eindämmung von Hassrede in der Zukunft. Das Projekt bietet zusätzliche Koordination und Vermittlung zu anderen Organisationen an, z. B. zu Hassmelden oder zu HateAid bei strafrechtlich-relevanten Fällen von Hassrede.
Als Startfinanzierung erhielt Love-Storm von 2017 bis 2019 eine staatliche Unterstützung über das Programm „Demokratie leben!“ vom Bundesministerium für Familie, Senioren, Frauen und Jugend (BMFSFJ). Zwischen 2018 und 2020 gab es außerdem eine finanzielle Unterstützung von „Aktion Mensch“. Seit 2020 läuft die Finanzierung der Plattform hauptsächlich durch private Spenden sowie Verkauf von Trainings an Unternehmen und Bildungseinrichtungen. Zudem hat Love Storm im April 2021 eine Crowdfunding-Kampagne auf der Plattform Startnext gestartet. Zukünftig wird Love-Storm zusätzlich von der EU über das Projekt „Erasmus+“ zur Förderung der angestrebten Internationalisierung finanziell unterstützt.

## Vernetzung
Der BSV ist Mitglied des Forums Ziviler Friedensdienst, der Plattform Zivile Konfliktbearbeitung und der Nonviolent Peaceforce.
Die Organisation ist außerdem Mitglied (Sektion) der War Resisters’ International und gehört der Kooperation für den Frieden an.

## Bekannte Vorsitzende
Bekannte Gründungsvorsitzende des BSV waren Petra Kelly und Theodor Ebert, spätere Vorsitzende u. a. Roland Vogt, Konrad Tempel, Barbara Müller und Ute Finckh-Krämer.